# Étang du Grand Gournava
L'étang du Grand Gournava (ou étang de Gournava) est un étang privé situé sur les territoires des communes de Pleucadeuc, Pluherlin et Molac (Morbihan), à proximité du lieu-dit Gournava (Pleucadeuc). Il a été creusé au milieu du XIXe siècle.

## Description
L'étang du Grand Gournava est une propriété privée situé à 2 km au sud-ouest du bourg de Pleucadeuc, en direction de Molac, au bord de la D149 et à proximité de la voie verte Mauron Questembert (ancienne ligne de chemin de fer Questembert-Ploërmel. De forme irrégulière, il est alimenté par plusieurs ruisseaux et se déverse dans un affluent de la Claie en direction du nord. 
Comme la quasi-totalité des plans d'eau de Bretagne, l'étang du Grand Gournava est artificiel. Sa superficie est d'environ 18 hectares et il est privé. Sa profondeur maximale est de 4,5 m.

## Histoire

### Moulin
L'étang a été creusé en 1854 pour alimenter un moulin.

### Construction du château
Le château de Gournava (en Pluherlin) est érigé en 1895 par le comte Louis-Henri de Béru dans un style néo-XVIIe régionaliste, à proximité des ruines d'un manoir. Il est situé au sud de l'étang.

### Découverte archéologique
À une centaine de mètres à l'est de l'étang, des dizaines de lingots et de haches en plomb ont été mis au jour en 1924.

### Seconde Guerre mondiale
Le 16 février 1943, un bombardier américain, le Boomerang, de retour d'une mission de bombardement à Saint-Nazaire, est abattu par des chasseurs allemands et s'abîme dans l'étang du Grand Gournava. Au moins un homme est tué, tandis que les autres réussissent à s'éjecter et à descendre en parachute. Ils sont cependant capturés.
En 1946, des recherches sont réalisées pour s'assurer que la carcasse de l'avion ne contient plus de corps. Des scaphandriers explorent l'étang mais ils ne retrouvent qu'un amas de ferrailles et quelques objets.

## Activités
L'étang a servi pour des compétitions de motonautisme dans les années 1950-1960. Il a aussi accueilli les festivités annuelles de la paroisse de Pleucadeuc. Il s'agit d'un lieu privé et la pêche n'est pas autorisée. 

## Protection
L'étang fait partie de la zone naturelle d'intérêt écologique, faunistique et floristique « Tourbière, étang et bois du Grand Gournava ».